# Erich Jaschke

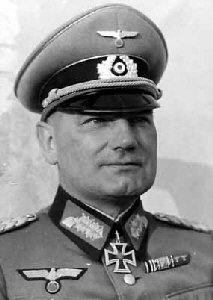
Erich Jaschke

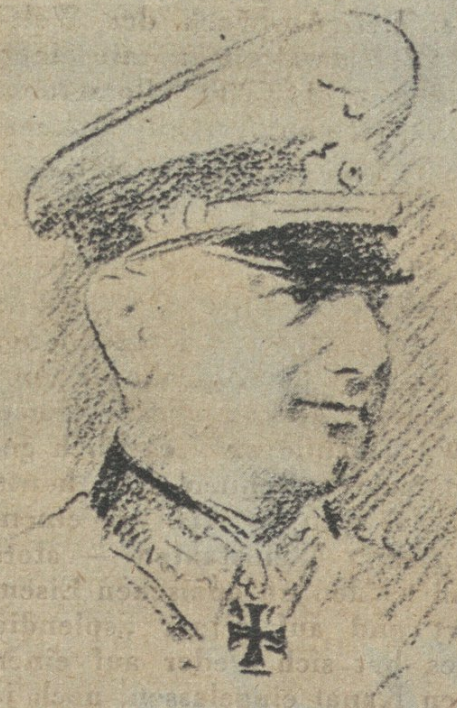
Jaschke als General der Infanterie (1943)

Erich Jaschke (* 11. Mai 1890 in Danzig; † 14. Oktober 1961 in Hamburg) war ein deutscher Offizier, zuletzt General der Infanterie der Wehrmacht im Zweiten Weltkrieg.

## Leben

### Kaiserreich und Erster Weltkrieg
Erich Jaschke trat am 12. Juni 1909 als Fahnenjunker in das 1. Unter-Elsässische Infanterie-Regiment Nr. 132 der Preußischen Armee in Straßburg ein und avancierte Mitte November 1910 zum Leutnant. Zum 1. Oktober 1913 erfolgte seine Versetzung in die Festungs-Maschinengewehr-Abteilung Nr. 9 und seine Kommandierung für einen Monat zum Lehr-Maschinengewehr-Kursus in Wünsdorf.
Mit der Mobilmachung anlässlich des Ersten Weltkriegs wurde Jaschke in das 1. Unter-Elsässische Infanterie-Regiment Nr. 132 rückversetzt. Während der Kämpfe in den Vogesen wurde er Mitte August 1914 verwundet, verblieb aber bei der Truppe und rückte Ende März 1916 zum Oberleutnant auf. Von Anfang April bis Mitte Mai 1916 war Jaschke zum Maschinengewehr-Ausbildungs-Kommando auf dem Truppenübungsplatz Heuberg kommandiert und übernahm anschließend die Führung des MG-Schießtrupps Nr. 157. Ende September 1916 wurde er MG-Offizier beim Stab des Ersatz-Infanterie-Regiments Nr. 29. Nach der Schlacht an der Aisne verlegte der Verband Ende Mai 1917 an die Ostfront und war in die Kämpfe in Ostgalizien eingebunden. Während der dortigen Waffenruhe stieg Jaschke Mitte Dezember 1917 zum Regimentsadjutanten auf und kehrte Mitte Februar 1918 an die Westfront zurück. Dort wurde sein Regiment in der Abwehrschlacht bei Soissons im September 1918 aufgerieben und wegen der extremen Verluste mittels Auflösung mehrerer Kompanien verkleinert. Jaschke wurde in das Infanterie-Regiment „Markgraf Ludwig Wilhelm“ (3. Badisches) Nr. 111 versetzt und zum Stab der 52. Infanterie-Division kommandiert. Für sein Wirken erhielt er beide Klassen des Eisernen Kreuzes, das Ritterkreuz des Königlichen Hausordens von Hohenzollern mit Schwertern, das Ritterkreuz II. Klasse des Ordens vom Zähringer Löwen mit Schwertern sowie das Verwundetenabzeichen in Schwarz.

### Weimarer Republik
Nach Ende des Krieges wurde er in die Reichswehr übernommen und zunächst dem Reichswehr-Gruppenkommando 1 überwiesen. Mit der Versetzung in Reichswehr-Infanterie-Regiment 29 erfolgte Ende Juli 1919 seine Kommandierung zum Wehrkreiskommando III. Am 15. Mai 1920 kehrte Jaschke als Zugführer in den Truppendienst zurück und wurde am 1. Januar 1921 in gleicher Eigenschaft in das Infanterie-Regiment 8 versetzt. Er avancierte am 1. Oktober 1922 zum Hauptmann und als solcher am 29. April 1924 zum Chef der 12. (MG)-Kompanie. Zum 1. September 1929 kommandierte man ihn zur Kommandantur Berlin und als MG-Lehrer beim Ausbildungsstab der Infanterie in Döberitz. Unter Belassung in diesem Kommando wurde Jaschke Anfang Oktober 1929 zunächst zum Stab des II. Bataillons und Anfang April 1930 in die 13. (MW)-Kompanie versetzt. 

### Zeit des Nationalsozialismus
Jaschke wurde am 1. April 1933 Major und zwei Monate später als MG-Referent bei der Inspektion der Infanterie in das Reichswehrministerium versetzt. Ab 1. September 1934 war er Chef des Stabes dieser Inspektion. In der Wehrmacht wurde er am 1. Oktober 1935 zum Oberstleutnant und am 1. März 1938 zum Oberst befördert.

#### Zweiter Weltkrieg
Nach dem Beginn des Zweiten Weltkriegs war Jaschke vom 10. Oktober 1939 bis zum 14. März 1941 Chef des Stabes des Generals der Infanterie beim OKH. Anschließend übernahm er von Dietrich Kraiss das Kommando über das Infanterie-Regiment 90. In dieser Position wurde er am 17. Dezember 1941 mit Rangdienstalter vom 1. Oktober 1941 zum Generalmajor befördert und am 4. Dezember 1941 mit dem Ritterkreuz des Eisernen Kreuzes ausgezeichnet.
Am 13. Januar 1942 wurde Jaschke mit der Führung der 20. Infanterie-Division (mot.) beauftragt, neun Tage später zum Kommandeur dieses Großverbandes ernannt und am 1. Januar 1943 zum Generalleutnant befördert. Zwischen dem 1. März und 4. Oktober 1943 fungierte Jaschke als Kommandierender General des LV. Armeekorps, das an der mittleren Ostfront als Teil der 2. Panzerarmee im Raum Schisdra eingesetzt war und von Mitte Juli bis Mitte August 1943 bei der Orjoler Operation eingesetzt wurde. Am 1. Mai 1943 wurde er zum General der Infanterie befördert.
Ab dem 16. Oktober 1943 übernahm er bis Kriegsende die Dienststellung des Generals der Infanterie im OKH und erhielt am 7. September 1943 das Eichenlaub zum Ritterkreuz des Eisernen Kreuzes. (295. Verleihung). 1944 wurde ein neuer und endgültiger Name für die MP43 als Sturmgewehr 44 (StG 44) eingeführt. Von wem genau der Name stammt – ob von Hitler oder von Jaschke – ist nicht eindeutig geklärt.
Mit der bedingungslosen Kapitulation der Wehrmacht befand Jaschke sich in US-amerikanischer Kriegsgefangenschaft, aus der er am 30. Juni 1947 entlassen wurde.